# Aldo, Giovanni e Giacomo

Da destra: Aldo Baglio, Giovanni Storti e Giacomo Poretti, ovvero i componenti del trio, sul set di Chiedimi se sono felice (2000)

Aldo, Giovanni e Giacomo è un trio comico di attori, sceneggiatori e registi teatrali, televisivi e cinematografici italiani formato da Aldo Baglio, Giovanni Storti e Giacomo Poretti.
Saliti alla ribalta nel corso degli anni novanta grazie a varie apparizioni televisive, da allora sono tra i più popolari e apprezzati comici italiani: hanno raggiunto la notorietà presso il grande pubblico soprattutto grazie al loro primo film, Tre uomini e una gamba, e a una proficua attività teatrale.

## Storia

### Gli inizi
Cataldo Baglio, noto semplicemente come Aldo, nato a Palermo ma poi cresciuto fin dall'infanzia a Milano, e Giovanni Storti, milanese, si incontrano in giovane età nella città lombarda; insieme studiano danza mimica e frequentano la scuola di melodramma al Teatro Arsenale, dove Giovanni si diploma nel 1977 e Aldo nel 1978. Dopodiché i due prendono parte a vari spettacoli di cabaret, fra cui E domani? (1979) e I suggestionabili, e prendono parte con dei piccoli ruoli ad alcune fiction televisive, tra cui Professione vacanze in cui partecipa anche il loro futuro compagno di scena, Giacomo Poretti; quest'ultimo, a sua volta diplomatosi all'Arsenale, al tempo si divide ancora tra la professione di infermiere e la passione del cabaret, formando il duo "Hansel e Strüdel" insieme a un'altra futura conoscenza del gruppo, Marina Massironi, all'epoca prima sua fidanzata e poi moglie.

### Teatro

Uno spettacolo del trio al Leoncavallo di Milano nel 1993

Il trio si forma nel 1991 quando Aldo e Giovanni, che già conoscevano Giacomo da qualche anno, lo invitano a fare degli sketch con loro, sotto il nome iniziale di "Galline vecchie fan buon Brothers". Nel biennio seguente, ribattezzatisi definitivamente in "Aldo, Giovanni e Giacomo", i tre recitano in teatro insieme a Massironi in spettacoli quali Lampi d'estate (1992) diretto da Paola Galassi, Ritorno al Gerundio con Flavio Oreglio e Antonio Cornacchione, e Aria di tempesta (1993) diretto da Giancarlo Bozzo.
Una prima notorietà arriva nel 1995 grazie alla partecipazione allo spettacolo corale Il Circo di Paolo Rossi, per la regia di Giampiero Solari e con lo stesso Paolo Rossi in veste di capocomico; tuttavia è con I corti di Aldo, Giovanni & Giacomo, portato in scena l'anno seguente per la regia di Arturo Brachetti, e giunto a corollario del successo televisivo con Mai dire Gol, che il trio ottiene la definitiva consacrazione presso il grande pubblico. Da qui ha inizio la fruttuosa collaborazione con Brachetti, regista di tutti i loro successivi show teatrali, a cominciare dall'acclamato Tel chi el telùn (1999) e proseguita nel decennio seguente con Anplagghed (2006), che peraltro segna l'avvicendamento tra Massironi e Silvana Fallisi, moglie di Aldo, come partner di scena del trio.
Nel 2013 Aldo, Giovanni e Giacomo ritornano sul palco con il tour teatrale Ammutta muddica, cui segue nel 2016 lo show celebrativo The Best of Aldo, Giovanni e Giacomo, in cui reinterpretano gli sketch che li hanno resi più famosi, in occasione del 25º anniversario del trio.

### Televisione
Il trio fa le sue prime apparizioni in televisione nell'estate del 1992 all'interno del TG delle vacanze, accanto a Gigi e Andrea e Zuzzurro e Gaspare; nello stesso anno prendono parte a Su la testa! di Paolo Rossi. L'anno successivo partecipano a Cielito lindo con Claudio Bisio, ma la vera affermazione è del triennio 1994-1997 quando fanno parte del cast di Mai dire Gol, trasmissione della Gialappa's Band.
Negli anni seguenti, stanti i sopravvenuti e più pressanti impegni teatrali e cinematografici, Aldo, Giovanni e Giacomo diradano la loro presenza sul piccolo schermo, pur non abbandonandolo mai del tutto. Continuano a essere ciclicamente presenti, da una parte con le riproposizioni televisive dei loro spettacoli dal vivo, e dall'altra con speciali come Potevo rimanere offeso! (2001), incentrato sugli sketch degli Svizzeri, Pur Purr Rid! (2008), un mix di tutti gli impegni del trio, o Aldo Giovanni e Giacomo Live @ RadioItalia 2013, serata benefica dedicata alla ONLUS Alice for Children. Nel corso degli anni tornano brevemente a lavorare con la Gialappa's Band in Mai dire Domenica (2004) e fanno parte del cast di Che tempo che fa (2009); inoltre sono più volte sul palco di Zelig oltreché ospiti del Festival di Sanremo 2016 e, nello stesso anno, di una puntata del Rischiatutto a loro dedicata.

### Cinema
Il loro debutto assoluto sul grande schermo risale al 27 dicembre 1997 con il film Tre uomini e una gamba, nel quale condividono la scena con Marina Massironi e la regia con Massimo Venier, che partecipò anche in qualità di sceneggiatore; nella pellicola ripropongono alcuni dei più noti sketch del loro repertorio, inseriti a mo' di corti in una semplice trama da road movie, in virtù della quale ottengono il consenso del pubblico e l'apprezzamento della critica. Dopo esser partito in sordina, registrando incassi in costante crescita nelle prime settimane, il film totalizzò a sorpresa circa 40 miliardi di lire al botteghino e, l'anno seguente, valse al trio il Nastro d'argento speciale per l'uso esperto del cortometraggio.

Il trio nel 1997, al debutto al cinema in Tre uomini e una gamba con Marina Massironi (in piedi), spalla del gruppo dagli esordi ai primi anni 2000

Il successo della loro opera prima viene bissato un anno dopo da Così è la vita, sempre con Massironi in scena e Venier dietro le quinte, così come in Chiedimi se sono felice, uscito nel dicembre 2000 e capace di incassare oltre 70 miliardi di lire, entrando tra le cinque pellicole italiane più remunerative di sempre. Nel 2002 è la volta de La leggenda di Al, John e Jack cui segue nel 2004 Tu la conosci Claudia?, quest'ultimo con il solo Venier alla regia e Paola Cortellesi protagonista femminile.
Nel 2006 portano nelle sale una speciale versione del loro eponimo spettacolo teatrale, chiamata Anplagghed al cinema. Il trio torna sul grande schermo nel 2008 con Il cosmo sul comò, pellicola a episodi per la regia di Marcello Cesena. Nel corso del 2010, dapprima in febbraio partecipano come voci narranti al documentario Oceani 3D, mentre in dicembre sono diretti da Paolo Genovese ne La banda dei Babbi Natale, campione d'incassi della stagione con oltre 25 milioni di euro. Dopo quattro anni di assenza dalle sale, nel 2014 il trio torna al cinema con Il ricco, il povero e il maggiordomo, in cui condividono la regia per la prima volta con Morgan Bertacca.
Due anni più tardi, nel dicembre 2016 esce Fuga da Reuma Park, ancora firmato insieme a Bertacca e con la partecipazione di Ficarra e Picone; questa pellicola, tuttavia, viene bollata come un passo falso nella carriera del trio, rivelandosi un fiasco al botteghino e ricevendo giudizi alquanto negativi da parte della critica. Tale insuccesso porta Baglio, Storti e Poretti a mettere temporaneamente da parte l'attività del trio, dedicandosi prettamente a progetti personali nel successivo biennio.
Questo periodo di riflessione si conclude nel gennaio 2020, con l'uscita nelle sale di Odio l'estate: la pellicola, che vede dopo oltre un quindicennio la ricostituzione del sodalizio artistico con Venier, segna il ritorno del trio ai fasti del passato, accolta positivamente sia dagli spettatori sia dalla critica, e venendo premiata sia ai Nastri d'argento sia ai Ciak d'oro per la migliore colonna sonora, curata da Brunori Sas. Segue nel 2022 Il grande giorno, sempre per la regia di Venier, e per il quale Aldo, Giovanni e Giacomo ricevono stavolta il David dello spettatore per il maggior numero di presenze nelle sale.

## Filmografia
La seguente filmografia comprende solo i titoli che vedono protagonisti i tre componenti del trio insieme.

### Attori
- Tre uomini e una gamba, regia di Aldo, Giovanni e Giacomo e Massimo Venier (1997)
- Così è la vita, regia di Aldo, Giovanni e Giacomo e Massimo Venier (1998)
- Tutti gli uomini del deficiente, regia di Paolo Costella (1999)
- Chiedimi se sono felice, regia di Aldo, Giovanni e Giacomo e Massimo Venier (2000)
- La leggenda di Al, John e Jack, regia di Aldo, Giovanni e Giacomo e Massimo Venier (2002)
- Tu la conosci Claudia?, regia di Massimo Venier (2004)
- Anplagghed al cinema, regia di Arturo Brachetti e Rinaldo Gaspari (2006)
- Un filo intorno al mondo, regia di Sophie Chiarello – cortometraggio (2006)[40]
- Il cosmo sul comò, regia di Marcello Cesena (2008)
- La banda dei Babbi Natale, regia di Paolo Genovese (2010)
- Ammutta muddica al cinema, regia di Morgan Bertacca (2013)
- Il ricco, il povero e il maggiordomo, regia di Aldo, Giovanni e Giacomo e Morgan Bertacca (2014)
- Fuga da Reuma Park, regia di Aldo, Giovanni e Giacomo e Morgan Bertacca (2016)
- Odio l'estate, regia di Massimo Venier (2020)
- Il grande giorno, regia di Massimo Venier (2022)

### Registi

Il trio nel 1998 sul set di Così è la vita con Massimo Venier (secondo da sinistra), regista e sceneggiatore dei loro primi lavori cinematografici

- Tre uomini e una gamba, con Massimo Venier (1997)
- Così è la vita, con Massimo Venier (1998)
- Chiedimi se sono felice, con Massimo Venier (2000)
- La leggenda di Al, John e Jack, con Massimo Venier (2002)
- Il ricco, il povero e il maggiordomo, con Morgan Bertacca (2014)
- Fuga da Reuma Park, con Morgan Bertacca (2016)

### Sceneggiatori
- Tre uomini e una gamba, regia di Aldo, Giovanni e Giacomo e Massimo Venier (1997)
- Così è la vita, regia di Aldo, Giovanni e Giacomo e Massimo Venier (1998)
- Chiedimi se sono felice, regia di Aldo, Giovanni e Giacomo e Massimo Venier (2000)
- La leggenda di Al, John e Jack, regia di Aldo, Giovanni e Giacomo e Massimo Venier (2002)
- Tu la conosci Claudia?, regia di Massimo Venier (2004)
- Il cosmo sul comò, regia di Marcello Cesena (2008)
- La banda dei Babbi Natale, regia di Paolo Genovese (2010)
- Il ricco, il povero e il maggiordomo, regia di Aldo, Giovanni e Giacomo e Morgan Bertacca (2014)
- Fuga da Reuma Park, regia di Aldo, Giovanni e Giacomo e Morgan Bertacca (2016)
- Odio l'estate, regia di Massimo Venier (2020)
- Il grande giorno, regia di Massimo Venier (2022)

### Doppiatori
- Oceani 3D, regia di Jean-Jacques Mantello (2010)

## Teatro
- Baby on board (1991)
- Lampi d'estate (1992)
- Baruffe di maggio (1993)
- Ritorno al gerundio (1993)
- Aria di tempesta (1993)
- Il Circo di Paolo Rossi (1995-1996)
- I corti di Aldo, Giovanni & Giacomo (1995-1998)[41]
- Tel chi el telùn (1999)
- Potevo rimanere offeso! (2001)
- Anplagghed (2006-2007)
- Ammutta muddica (2012-2013)
- The Best of Aldo, Giovanni e Giacomo (2016)

## Programmi TV
- Il TG delle vacanze (1992)
- Su la testa! (1992)
- Cielito lindo (1993)
- Detective per una notte (1993)
- Mai dire Gol (1994-1997)
- Telecicova (1995)
- Comici (1998)
- Aldo Giovanni & Giacomo show (1999)[42]
- Mai dire domenica (2004)
- Pur Purr Rid! (2008)
- Che tempo che fa (2009)
- Aldo Giovanni e Giacomo Live @ RadioItalia 2013 (2013)
- Aldo Giovanni e Giacomo Live on stage (2017)
- Abbiamo fatto 30... (2021)

## Radio
- Baldini's Land (1994)[43]

## Personaggi ricorrenti
| Sketch                  | Personaggi                | Personaggi                    | Personaggi               | Presenti in | Presenti in                         | Presenti in            | Presenti in    | Presenti in      | Presenti in             | Presenti in                    | Presenti in     | Presenti in        |
| Sketch                  | Aldo                      | Giovanni                      | Giacomo                  | Mai dire... | I corti di Aldo, Giovanni & Giacomo | Tre uomini e una gamba | Così è la vita | Tel chi el telùn | Potevo rimanere offeso! | La leggenda di Al, John e Jack | Ammutta Muddica | Fuga da Reuma Park |
| ----------------------- | ------------------------- | ----------------------------- | ------------------------ | ----------- | ----------------------------------- | ---------------------- | -------------- | ---------------- | ----------------------- | ------------------------------ | --------------- | ------------------ |
| Gli animali             | struzzo, mosca            | struzzo, cammello, camaleonte | avvoltoio, camaleonte    | Si          | Si                                  |                        |                |                  |                         |                                |                 | Si                 |
| I sardi                 | Sgragghiu                 | Nico                          | Il nönno                 | Si          | [ 44 ]                              |                        |                |                  |                         |                                |                 | Si                 |
| Gli svizzeri            | Hüber                     | Rezzonico                     | Fausto Gervasoni         | Si          |                                     |                        |                |                  | Si                      |                                |                 | Si                 |
| I tre tenori Figaroa    | Tullio, Duilio e Armando  | Tullio, Duilio e Armando      | Tullio, Duilio e Armando | Si          |                                     |                        |                |                  | [ 45 ]                  |                                |                 |                    |
| I bulgari (o i Tiranos) | Slogan (o Tamàr)          | Splimbers (o Tamòr)           | Samuel (o Tamìr)         | Si          | Si                                  |                        |                | Si               |                         |                                |                 | Si                 |
| Tafazzi                 |                           |                               | Tafazzi                  | Si          | Si                                  |                        |                |                  |                         |                                |                 | Si                 |
| Rolando                 | Rolando                   |                               |                          | Si          |                                     |                        |                |                  |                         |                                |                 | Si                 |
| Mr. Flanagan            |                           |                               | Mr. John Flanagan        | Si          |                                     |                        |                |                  |                         |                                |                 | Si                 |
| Johnny Glamour          | cubista                   | Johnny Glamour                | cubista                  | Si          |                                     |                        |                |                  |                         |                                |                 | Si                 |
| Los Loanos              | ventriloquo Brainstorming | assistente Maria Brandauer    | pupazzo Vomitino         | Si          |                                     |                        |                |                  |                         |                                |                 | Si                 |
| I dottori               | Terzo dottore             | Professor Helmut Alzheimer    | Dottor Pivetta           | Si          |                                     |                        |                | Si               |                         |                                |                 |                    |
| Pdor figlio di Kmer     | Meko                      | Pdor                          | Teko                     |             |                                     |                        |                | Si               |                         |                                | Si              | Si                 |
| Il conte Dracula        | Conte Dracula             | variabile                     | variabile                |             | Si                                  | Si                     |                |                  |                         |                                |                 | Si                 |
| I gangster              | Al                        | John                          | Jack                     |             |                                     | Si                     | Si             |                  |                         | Si                             |                 |                    |
| Ajeje Brazorf           | Ajeje                     | Controllore                   | Passante                 |             |                                     | Si                     |                | Si               |                         |                                |                 |                    |
| Busto Garolfo Cops      | Dexter                    | Capitano Tiger                | Sugar                    |             |                                     |                        |                | Si               |                         |                                |                 |                    |

### Come ospiti

#### Il circo di Paolo Rossi
- Il reverendo Jones Cassamagnaghi e il venditore ambulante Ubaldo Ubaldi (Giovanni), l'aiutante Giosualdo Ubaldi (Giacomo) e il malato Ajeje Brazorf (Aldo)

#### Che tempo che fa
- La ronda di Porta Volta: Adelmo (Giovanni), Basilio (Aldo) e Remigio (Giacomo)
- La ronda sarda: Nico (Giovanni), Mereu (Aldo) e Remigio (Giacomo)

## Campagne pubblicitarie
- l'Unità (1994)
- Smemoranda (1994-1995)[47]
- Promo CD Il circo di Paolo Rossi (1995)
- Unicars Tel (1996)
- Yomo (1998-2003)
- Wind Telecomunicazioni (2005-2013)
- MediaWorld (2016)

## Videogiochi
- Zero comico (2001)[48]

## Citazioni in altri media
- Il trio, sotto forma di fumetto, è comparso in Topolino nº 2769, nella storia Paperino & Paperoga in... Tre paperi dentro a un cinema sotto il nome parodiato di Baldo, Gionni e Giacomino, il 17 dicembre 2008, due giorni prima dell'uscita nei cinema de Il cosmo sul comò.[49]
- Nella versione italiana del cartone animato Sonic X, nell'episodio Mal di mare, il Dottor Eggman cita Aldo, Giovanni e Giacomo in una serie di possibili nomi per le sue nuove invenzioni.
- Nella versione italiana del videogioco Halo Infinite è presente un easter egg che omaggia lo sketch dei Sardi col conte Dracula ne I corti di Aldo, Giovanni & Giacomo, attraverso la citazione di una frase di Nico: «ti sfilo la spina dorsale e mi suono l'adagio di Albinoni!».[50]

## Riconoscimenti
- 1998 – Nastro d'argento speciale «per l'uso intelligente dei corti in Tre uomini e una gamba»[51]
- 2000 – Telegatto «per Miglior evento in TV» con Aldo, Giovanni & Giacomo Show[52]
- 2004 – Premio Vittorio De Sica «per il Cinema Italiano»[53][54]
- 2016 – Premio Città di Sanremo «per i 25 anni di carriera»[55]
- 2020 – Premio Flaiano alla carriera[56]
- 2023 – David dello spettatore per Il grande giorno[57]

## Opere
- Nico e i suoi fratelli, Milano, Baldini & Castoldi, 1996, ISBN non esistente.
- In televisione sembravano più alti, Milano, Baldini & Castoldi, 1998, ISBN 88-8089-481-1.
- Tel chi el telùn, Segrate, Mondadori, 1999, ISBN 88-04-46741-X.
- Potevo rimanere offeso!, Segrate, Mondadori, 2001, ISBN 88-04-49912-5. (con VHS)
- Aldo Baglio, Giovanni Storti e Giacomo Poretti, La prima vera storia di Aldo, Giovanni e Giacomo, a cura di Cesare Fiumi, Segrate, Mondadori, 2001.
- Non solo i corti, Segrate, Mondadori, 2003, ISBN 88-04-51491-4. (con 2 DVD)
- Aldo Baglio, Giovanni Storti e Giacomo Poretti, Il meglio di Aldo, Giovanni e Giacomo, a cura di Maurizio Porro, Segrate, Rizzoli, 2009, ISBN 978-88-17-03698-6. (con 3 DVD)
- Aldo Baglio, Giovanni Storti e Giacomo Poretti, Tre uomini e una vita, a cura di Michele Brambilla, Milano, Mondadori, 2016, ISBN 978-88-04-66998-2.